# Conceptions religieuses d'Isaac Newton
 (janvier 2016).
Si vous disposez d'ouvrages ou d'articles de référence ou si vous connaissez des sites web de qualité traitant du thème abordé ici, merci de compléter l'article en donnant les références utiles à sa vérifiabilité et en les liant à la section « Notes et références ».

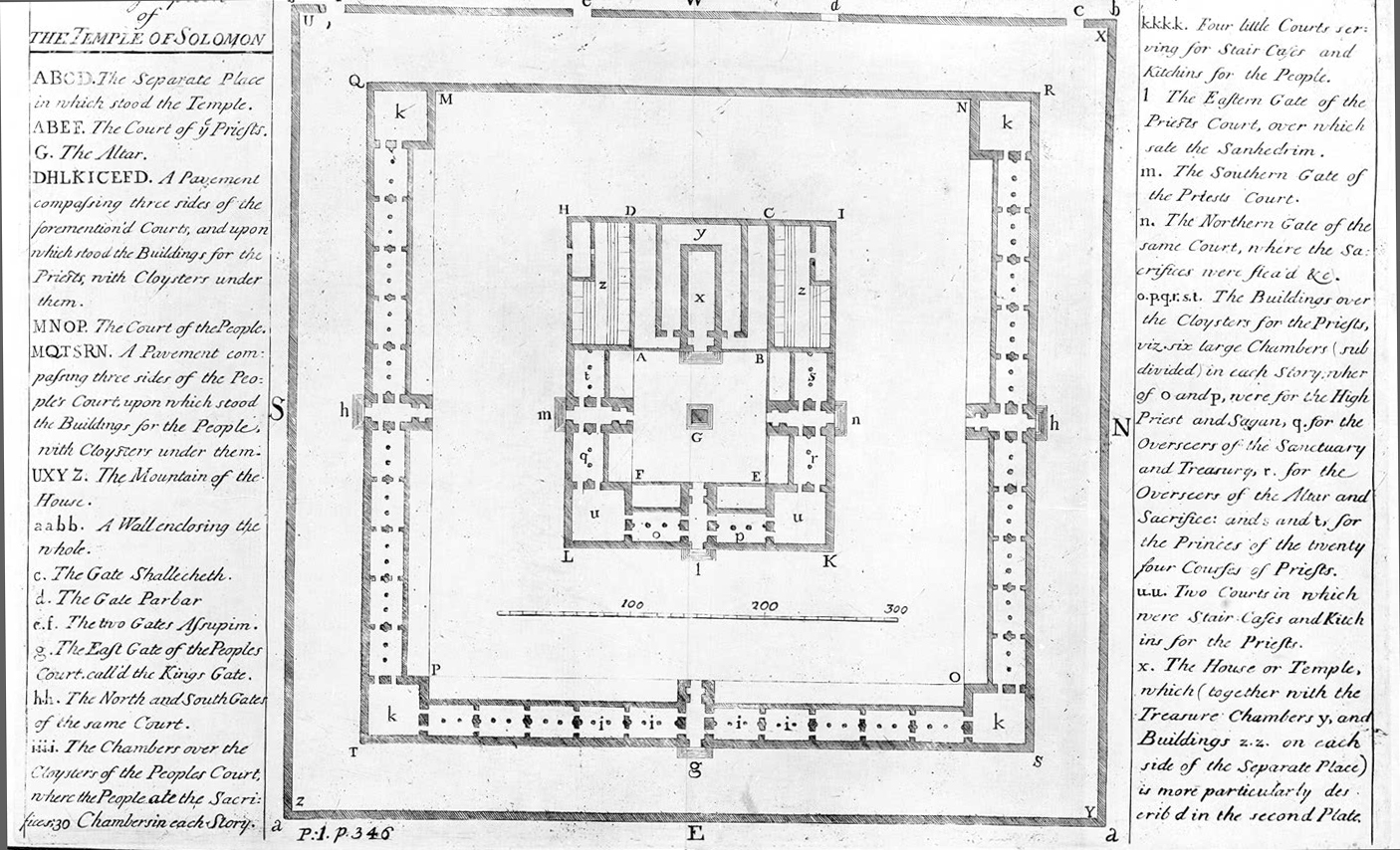
Chronologie des anciens royaumes : trois planches du temple de Salomon, par Sir Isaac Newton.

Les conceptions religieuses d'Isaac Newton ont influencé son œuvre. Sir Isaac Newton (1643-1727) était un physicien, mathématicien, astronome, philosophe de la nature, alchimiste et théologien anglais. Il a par ailleurs beaucoup travaillé dans des domaines qui s'apparenteraient aujourd'hui aux sciences occultes.
Isaac Newton a écrit plusieurs textes de théologie portant sur l'histoire des religions, l'histoire du christianisme et l'interprétation de la  Bible et de ses prophéties. Il s'agit pour certains de traités et pour d'autres de lettres adressées à des correspondants en Grande-Bretagne et sur le continent, notamment Samuel Clarke, John Locke ou Nicolas Fatio de Duillier.
Ces textes, écrits entre 1670 et sa mort, nous renseignent sur les croyances d'Isaac Newton qui, sur certains points, diffèrent significativement du credo de l'Église anglicane (trinité, baptême des enfants, interprétation des prophéties) mais aussi des autres églises protestantes de son époque (églises luthérienne, calviniste, presbytérienne et anabaptiste).
Il n'a rien publié de son vivant hormis un abrégé de chronologie biblique, la dernière année de sa vie. Probablement craignait-il des persécutions de la part de l'église anglicane (William Whiston, une de ses connaissances, a été renvoyé de sa chaire de mathématiques à Cambridge en raison de ses convictions religieuses).
Seuls neuf de ces textes ont été traduits en français (en 1996) : L'origine des religions, Chronologie des anciens royaumes, Sept affirmations sur la religion, Irenicum, Questions concernant le mot όμοιουσιός, Questions paradoxales concernant la moralité et les actions d'Athanase et de ses disciples, Relation historique de deux corruptions remarquables de l'Écriture, Traité sur l'Apocalypse (fragments) et Du jour du jugement et du monde à venir. Cette traduction tardive est due au fait que les manuscrits de théologie d'Isaac Newton sont restés inaccessibles pendant longtemps. Ce n'est qu'en 1837 qu'un de ses principaux biographes, Sir David Brewster, a obtenu l'autorisation d'en prendre connaissance par la famille d'Isaac Newton. Ils ont été vendus aux enchères un siècle plus tard, en 1936, à deux acquéreurs : l'économiste anglais J. M. Keynes et l'érudit juif A. S. Yahuda. Le fonds acquis par J. M. Keynes est aujourd'hui propriété du King's college de Cambridge et celui de A. S. Yahuda de la Bibliothèque publique et universitaire de Jérusalem, qui les ont depuis mis à disposition du public.

## Entre physique et religion
Isaac Newton se considérait comme l'un des individus spécialement choisis par Dieu pour comprendre le message biblique.

### Dieu et l'univers
La loi de la gravité est aujourd’hui la découverte la plus connue de Newton, mais il prévient qu’il ne fallait pas regarder l'univers comme une simple machine mais comme une grande horloge. Il a dit :
« La gravité explique les mouvements des planètes, mais elle ne peut pas expliquer qui a mis les planètes en mouvement. C’est Dieu qui régit toutes les choses et qui sait tout ce qui existe ou peut exister. »
Il a également écrit :
« Ce magnifique système du soleil, des planètes et des comètes n’a pu procéder que de la volonté et de la puissance d’un Être intelligent… Cet être régit toutes choses, et non comme une sorte d’âme du monde, mais comme un maître au-dessus de tout ; et c’est à cause de son pouvoir qu’il veut qu’on l’appelle « Seigneur Dieu », παντοκρατωρ [pantokratòr], ou « Celui qui règle tout »... Le Dieu suprême est un Être éternel, infini, parfait en tout point. »

### Croyances bibliques
Bien qu'il soit mieux connu pour son amour de la science, c’est la Bible qui fut le plus grand centre d'intérêt d'Isaac Newton. Au regard de sa correspondance et de ses écrits, on estime qu'il a en effet consacré plus de temps à l'étude des Écritures qu'à celle de la science. Il a par ailleurs déclaré " j'ai une croyance totale dans la Bible comme Parole de Dieu, écrite par ceux qu’il a inspirés. Je l’étudie tous les jours. "
Isaac Newton a consacré beaucoup de temps à essayer d'y découvrir des messages cachés. Il était passionné par l'étude de ses prophéties, dont il reprochait au clergé et aux prophètes cévenols exilés en Angleterre une interprétation fantaisiste. En avoir une bonne compréhension lui paraissait indispensable car " c'est l'ignorance des juifs concernant ces prophéties qui leur a fait rejeter le Messie et [...] encourir la damnation éternelle (Luc 19.42,44) [...] Ils avaient quelques considérations pour ces prophéties dans la mesure où ils étaient généralement dans l'attente de notre Sauveur vers l'époque de son avènement, seulement ils n'avaient pas connaissance du style de ces deux avènements. Ils comprirent la description de son second avènement, et se trompèrent seulement en l'appliquant au temps de son premier avènement. ".
Il a notamment défini une méthode d'interprétation des prophéties dans son traité sur l'Apocalypse, cette prophétie n'étant pas directement expliquée par la Bible. Il s'est pour cela basé sur les autres prophéties dont la narration est suivi d'une interprétation (Daniel, Ézéchiel, Sophonie, ...) et a cherché à établir des recoupements. Il pensait en effet que toutes les prophéties de la Bible s'ajustent et se complètent les unes les autres, parfois là où on ne l'attend pas. Cette particularité suscitait son admiration : " je ne puis que proclamer à voix haute l'admirable et plus qu'humaine sagesse qui resplendit dans la composition de cette prophétie [l'Apocalypse] et sa coïncidence exacte avec toutes les autres prophéties de l'Ancien et du Nouveau Testament ".
Sa méthode d'interprétation repose sur une quinzaine de principes :
1. l'analogie (un même symbole a une même signification dans toutes les prophéties de la Bible),
2. la signification unique (sauf exception, une même prophétie ne peut avoir une signification littérale et une signification symbolique),
3. la continuité de sens (les symboles ne changent pas de signification d'un chapitre à l'autre sauf mention explicite),
4. la préférence littérale (si une interprétation littérale a du sens, il est faux de rechercher une allégorie),
5. la simplicité des mots (les mots sont utilisés dans leur définition naturelle et d'usage courant),
6. la continuité chronologique (les événements se succèdent dans l'ordre du récit sauf indications contraires),
7. la complémentarité évidente (les calendriers des différentes visions s'ajustent en fonction des événements les plus notables et ressemblants),
8. la cohérence générale ( " l'Écriture s'explique par l'Écriture " ),
9. la clarté des interprétations ( " Dieu est le Dieu de l'ordre et non de la confusion ", " la perfection des œuvres de Dieu est d'être réalisées dans la simplicité " ),
10. la prudence (il est abusif d'interpréter une partie de la prophétie, en particulier pour la faire coïncider avec un événement particulier, sans l'avoir préalablement analysée dans son ensemble),
11. la simplicité globale (la prophétie indique naturellement les relations entre ses différentes parties),
12. l'honnêteté (il ne convient de forcer la prophétie pour la faire coïncider avec des événements historiques),
13. l'influence (les prophéties décrivent des événements d'ampleur, non des situations personnelles),
14. la proportion (les événements de la prophétie les plus détaillés décrivent les événements les plus remarquables de l'histoire),
15. l'intérêt (la prophétie concerne les intérêts de l'Église - assemblée des fidèles - non des événements sans rapport avec elle) [4].

Isaac Newton considère que la Bible est la source de la foi chrétienne. Il associe les personnes qui demandent des signes plus simples et plus évidents que les prophéties bibliques aux scribes et aux pharisiens du temps de Jésus. Dans les évangiles, ce dernier refuse en effet de leur donner un signe spectaculaire prouvant qu'il était le Messie car l'accomplissement des prophéties devait leur suffire. De cette manière, selon Newton, l'Église est " débarrassée des hypocrites et des tièdes " .

### Culte
On considère généralement que la pensée d'Isaac Newton se rapproche des unitariens et ariens, ne s’attachant pas au dogme trinitaire. Il range « l’adoration de Christ comme Dieu » dans une liste d’« Idolatria » de ses notes théologiques. T.C. Pfizenmaier, dont les conceptions restent minoritaires, soutient que plus probablement il est plus près de la pensée orientale orthodoxe sur la Trinité que de la pensée occidentale partagée par les catholiques romains, les anglicans et la plupart des protestants.
Selon lui, il appartient à chacun d'étudier soi-même la Bible, pour découvrir la vérité, et de ne pas s'en remettre au jugement d'autres personnes influencées par leur intérêt, leur éducation ou une autorité quelconque. Il conseille ainsi à son lecteur " d'interroger les Écritures toi-même, en les lisant souvent et en méditant en permanence ce que tu lis, tout en priant Dieu avec ardeur pour qu'il éclaire ton entendement ". Pour Newton, le culte chrétien demande un effort personnel.

### Monothéiste
Mais plus certainement, c'est l'avis de J.M. Keynes qu'il faut retenir. Puisque celui-ci a acheté et analysé les manuscrits de Newton, longtemps tenus confidentiels par la famille de Newton. Il en a dressé une synthèse dans une lettre "Newton, the man" qui a été lue en juillet 1946 par son frère Georges, lors des célébrations du bicentenaire de la mort de Newton.
Il conclut que Newton :
« ... était plutôt monothéiste judaïsant de l'école de Maimonide. Il arriva à cette conclusion, non pas sur des bases pour ainsi dire rationnelles ou de doutes, mais entièrement en interprétant les anciennes autorités. Il était persuadé que les documents révélés ne donnaient aucun support aux doctrines de la Trinité qui étaient dues à des falsifications tardives. Le Dieu révélé était un seul Dieu. »

## La philosophie mécaniste
La philosophie mécaniste de Newton et de Boyle a la faveur de propagandistes du rationalisme qui y voient une alternative acceptable aux panthéistes et aux exaltés ; elle est acceptée avec hésitation par les prédicateurs orthodoxes du clergé tant dissidents que latitudinaristes. Dans la clarté et la simplicité de la science voient une alliée pour combattre l’enthousiasme superstitieux, né des outrances de l’émotion et de la métaphysique, aussi bien que l'athéisme menaçant.

### Athéisme: un principe immoral
« L'opposition à la religion s’appelle athéisme quand on la professe et idolâtrie quand on la pratique. L'athéisme est tellement insensé et tellement odieux à l'humanité qu'il n'y a jamais eu beaucoup de gens pour l’enseigner. »

## Dieu: raisonnable et universel
Les attaques menées contre la pensée magique qui a précédé les Lumières, et contre les éléments mystiques du christianisme, tirent leur origine de la conception mécanique que Boyle a de l'univers. Newton les prouvant par les mathématiques et, plus important encore, il réussit à les vulgariser. Il transforme un monde régi par un Dieu d'interventionniste à un monde créé par un Dieu qui conçoit selon des principes raisonnables et universels. Ces principes étant accessibles à chacun, il est permis à l'homme de poursuivre et d’atteindre ses propres buts dans cette vie, et non seulement dans l’autre, et de se perfectionner lui-même par les pouvoirs que lui donne sa propre raison.

### Entre Dieu et raison humaine
Newton voit en Dieu un créateur tout-puissant dont il est impossible de nier l'existence face à la splendeur de la création tout entière. Mais la conséquence théologique imprévue de cette conception de Dieu, comme Leibniz le note, c’est qu’on retire complètement à Dieu la direction du monde puisque, s’il a besoin d’intervenir, cela ne fait que montrer que sa création était imparfaite, chose impossible dans le cas d’un créateur parfait et omnipotent. En dépit de la logomachie qu’on pouvait opposer, dans cette philosophie Dieu ne participe plus à sa création, et la compréhension du monde est maintenant à la portée de la seule raison humaine.
Mais d’autre part, les idées latitudinaristes et newtoniennes poussées à bout aboutissent au millénarisme, faction religieuse qui cherchait à concevoir la mécanique de l’Univers, mais en y apportant le même enthousiasme et le même mysticisme que l’esprit des Lumières cherchait de toutes ses forces à faire disparaître. Newton lui-même porte un certain intérêt au millénarisme puisqu’il étudie le livre de Daniel et l’Apocalypse dans ses Observations sur les Prophéties.
Dans la conception qu’avait Newton du monde physique on doit mettre en avant cette stabilité sur laquelle peuvent reposer la stabilité et l'harmonie du monde des hommes.